# Regnaut Barbou
Regnaut Barbou, dit le Vieux († 1298) war Prévôt de Paris, Bailli von Montlhéry und Rouen sowie Conseiller im Parlement.

## Leben
Regnaut Barbou entstammt einer Bürgerfamilie aus Chartres. 1270 war er Prévôt de Paris. Er setzte die regulatorische Arbeit von Étienne Boileau fort und stattete mehrere Gewerbe mit Statuten aus. Er entwickelte auch das Gnadenrecht der Notare am Châtelet. Über sein kommunales Amt hinaus war er Bailli de Montlhéry (1271), Bailli de Rouen (1275) und Conseiller au Parlement (1278).

## Familie
Regnaut Barbou ist der Gründer einer Parser Bürgerlinie. Seine Nachkommen sind:
1. Regnaut Barbou, dit le Jeune († nach 1316), Bailli de Caen (1280), Bailli de Tours (1285), Bailli de Rouen (1294), Conseiller au Parlement, Conseiller à la Chambre des comptes; ⚭ NN, wohl NN de Tremblay, Tochter von Jean de Tremblay, Prud’homme 1298–1303
2. Jeanne Barbou; ⚭ Étienne Haudri, † 1312, Prud’homme 1294–1302, Échevin 1304–1305, Panetier
  1. Étienne Haudri (II.); ⚭ Marie de Saint-Benoît, Großnichte von Thomas de Saint-Benoît, Échevin 1293–1304
  2. Isabelle Haudri; ⚭ Guillaumy Amy, Échevin 1321–1328, Prévôt des marchands 1336
3. Bertaut Barbou
  1. Isabelle Barbou, dite La Délice; ⚭ Simon Marcel
    1. Étienne Marcel, † 1358, Prévôt des marchands 1356–1358